# Rhegmoclemina chaetophora
Rhegmoclemina chaetophora är en tvåvingeart som beskrevs av Cook 1965. Rhegmoclemina chaetophora ingår i släktet Rhegmoclemina och familjen dyngmyggor. Inga underarter finns listade i Catalogue of Life.